# 白川橋 (東海北陸自動車道)
白川橋（しらかわばし）は、岐阜県大野郡白川村大字荻町にある東海北陸自動車道の橋長234.7 m（メートル）の桁橋。

## 概要
本橋は東海北陸自動車道が世界遺産に登録されている白川郷荻町の合掌造り集落に最も近接する箇所にあり、設計に際して道路縦断線形を下げて橋梁規模を縮小し、桁高を抑え、橋台をトンネルと一体化するなどの工夫をして集落から見えにくくしている。この点が評価されて、「東海北陸自動車道白川橋と大牧トンネル」として、土木学会デザイン賞・優秀賞およびグッドデザイン賞を受賞した。
- 形式 - 鋼3径間連続箱桁橋
- 活荷重 - B活荷重
- 橋長 - 234.700 m
  - 支間割 - 66.900 m + 107.000 m + 59.200 m
- 幅員
  - 総幅員 - 11.250 m
  - 有効幅員 - 10.340 m
  - 車道 - 10.340 m
- 総鋼重 - 1,698 t
- 床版 - 鉄筋コンクリート（I型鋼格子床版）
- 設計 - 長大[1]
- 施工 - 三井造船[注釈 1]
- 架設工法 - 送出し工法

## 歴史
白川橋は飛驒トンネルと大牧トンネルを繋ぐ橋として2000年度（平成12年度）に竣工した。白川橋は2004年（平成16年）に土木学会デザイン賞・優秀賞を、2005年度（平成17年度）にグッドデザイン賞を受賞した。
2008年（平成20年）7月5日に本橋を含む東海北陸道の飛驒清見IC - 白川郷IC間が開通した。